# Thymus teucrioides
Thymus teucrioides — вид рослин родини глухокропивові (Lamiaceae), поширений в горах Албанії та Греції.

## Опис
Листки завширшки понад 3 мм, від яйцюватих до ромбічних; форма вінчика приблизно лійкоподібна. 
Кущиста піднята рослина заввишки й ушир 25–45 см; можливо, менша при вирощуванні. Листки довжиною до 1 см. Квітки довжиною 9–12 мм, пурпурові, в колосах в кільцях відокремлені одна від одної.

## Поширення
Поширений в горах Албанії та Греції.